# Monocerellus
Monocerellus Tanasevič, 1983 è un genere di ragni appartenente alla famiglia Linyphiidae.

## Distribuzione
L'unica specie oggi attribuita a questo genere è stata reperita in Russia, precisamente nella zona dei Monti Urali settentrionali.

## Tassonomia
A dicembre 2011, si compone di una specie:
- Monocerellus montanus Tanasevič, 1983[3] — Russia